# 亚赫顿·林
亚赫顿·林（𒅀𒄴𒁺𒌝𒇷𒅎，阿摩利语：Yaḫdun-Lim）是马里的国王，大约生活在前19世纪，是亚摩利人。他是亚吉德·林的儿子。他大规模建设灌溉工程，加强了防御。他征服了迦南人等游牧民族，使自己的城邦内部稳定起来。他在任内建立了沙马什（Shamash）神祇。在其他地方，沙姆希阿达德一世成为了亚述国王，他受到了来自亚述的威胁。后来他被自己的仆人刺杀。在随后的混乱中，沙姆希阿达德一世占领了马里。他的儿子兹姆里·利姆成为了他的继承人，并流亡到了阿勒颇。